# تطور الكم

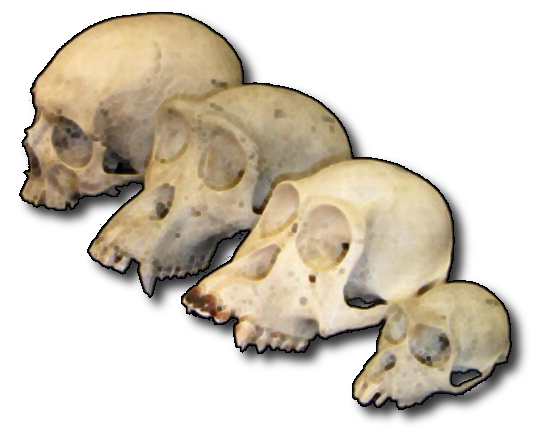
سلسلة جماجم الرئيسيات المختلفة - مقدمة من متحف علم الحيوان المقارن بجامعة هارفارد

تطور الكم (Quantum evolution) هو أحد أجزاء نظرية جورج جايلورد سيمبسون متعددة السرعات للتغير التطوري، وقد تم اقتراح هذه النظرية لتفسير النشوء السريع للمجموعات الأعلى. فوفقًا لسيمبسون، تتباين المعدلات التطورية من مجموعة لأخرى، وحتى بين السلالات المتقاربة إلى حد كبير. وقد صنف سيبسون هذه المعدلات المختلفة للتغيير التطوري إلى إيقاع متوسط وإيقاع بطيء وإيقاع سريع. ويختلف تطور الكم عن أنماط التغير هذه من حيث إنها تتضمن تحولاً كبيرًا في المناطق التكيفية لفئات معينة من الحيوانات. وبالتالي تشير كلمة «الكم» إلى «ردة الفعل: الكل أو العدم» حيث تكون الأشكال الانتقالية غير مستقرة على وجه الخصوص، واندثرت تمامًا وبسرعة. وعلى الرغم من أن التطور الكمي قد يحدث عند أي مستوى من المستويات الحيوية (1953، 389)، فإنها تؤدي دورًا أكبر في «الوحدات التصنيفية الأصلية ذات الرتب الأعلى، مثل العائلات، والرتب، والفئات.» (1944، 206)
ووفقًا لما ذكره سيمبسون (1944)، يعتمد التطور الكمي اعتمادًا رئيسيًا على نظرية سيوال رايت الخاصة بالانحراف الوراثي العشوائي. ويعتقد سيمبسون أن التحولات التطورية الكبرى تبرز عندما تستقر مجموعات صغيرة - معزولة وبعيدة عن انسياب الجينات - عند مجموعات جينية شاذة. وستعمل هذه «المرحلة غير التكيفية» (من خلال الانحراف الوراثي) على دفع (عن طريق الاصطفاء الطبيعي) الديم من ذروة تكيفية مستقرة إلى أخرى على الشكل التكيفي. وعلى الرغم من ذلك، ذكر سيمبسون في كتابه الخصائص الرئيسية للتطور (1953) أن هذا الأمر ما زال محل جدل واسع
«هل يبرز التكيف الاستباقي بوصفه مقدمة للتطور الكمي بشكل تكيفي أو غير تكيفي؟ كما استنتجنا أعلاه، فإنه يبرز بشكل تكيفي. . . . وبالتالي فإن الدور الدقيق الذي يؤديه، ولنقل، الانحراف الوراثي في هذه العملية لا يزال نظريًا حتى الوقت الحاضر، وهكذا فقد يكون له دور رئيسي أو لا يؤدي أي دور على الإطلاق. كما أنه بالتأكيد غير وارد في جميع حالات التطور الكمي، ولكنه مع ذلك كثير الحدوث. إذا أو عندما يكون هذا واردًا، فإنه يعمل كآلية بدء. ولا يمكن للانحراف أن يكمل انتقاله إلى منطقة تكيفية جديدة إلا نادرًا، ولا يتم سوى للفئات الأدنى.» (ص. 390)
وهذه الأفضلية للقوى التكيفية على غير التكيفية قد أدت إلى قيام ستيفن جاي غولد بتوجيه الاهتمام إلى «استقرار نظرية التخلق الحديث»، وهي موجة انتشرت في خمسينيات القرن العشرين حيث احتل مذهب التكيف الصدارة متفوقًا على تعددية الآليات التي شاعت في الثلاثينيات والأربعينيات من القرن ذاته.
ويرى سيمبسون أن التطور الكمي هو الإنجاز الأهم في حياته، كما أنه ليس واحدًا من أهم النتائج التي توصلت إليها أبحاثه فقط، ولكنه أيضًا الأكثر إثارة للجدل والأكثر افتراضية."(1944، ص. 206).
كان فيرن غرانت هو أول من استخدم عبارة «تطور كمي» في النباتات في 1963، إذ اقتبس من ورقة بحثية سابقة في 1958 لهارلات لويس وبيتر رافين، إذ أكد غرانت على أن لويس ورافين قدما تعريفا موازيا للتطور الكمي كما عرّفه سيمبسون. افترض لويس ورافين أن الأنواع في جنس الكلاركية أدت إلى ضرب من الانتواع.
نقح هارلان لويس مفهومه في ورقة بحثية في 1962 والتي صاغ فيها مصطلح «الانتواع الكارثي» لوصف هذا الضرب من الانتواع، إذ أنه افترض أن الانخفاض في عدد الجماعات الأحيائية والتوالد الداخلي الناتج والذي أدى إلى إعادة توزيع الكروموسومات حدث في أعداد صغيرة من الجماعات الأحيائية والتي كانت معرضة للجفاف.
لم يصدق غوتليب أن الانتواع المتواطن يتطلب اصطفاء تمزقي لتكوين حاجز تكاثري عازل كما عرّفه غرانت. في الواقع، فإن غوتليب أعلن أن الاصطفاء المتطلب لم يكن ضروريا في تحديد حالات الانتواع المتواطن. في ورقة بحثية في عام 2003، لخص غوتليب حالات التطور الكم في النباتات أنواع الكلاركية واللايا والستيفانوميريا.

## الآلية
طبقا لسيمبسون، فإن التطور الكمي هو نتيجة لنموذج سيوال رايت للانحراف الوراثي العشوائي، إذ اعتقد سيمبسون أن التحولات التطورية الكبيرة تحدث عندما تثبت جماعات أحيائية صغيرة على تجمعات جينية غير معتادة بعد عزلها عن انسياب الموروثات. هذه المرحلة غير المتكلفة (النتجة عن الانحراف الجيني) ستؤدي إلى دفع الشعباء (بالاصطفاء الطبيعي) من قمة تكيفية مستقرة إلى قمة أخرى على المخططات الصلاحية التكيفية.
هذا التفضيل للقوى التكيفية على القوى غير التكيفية قادت ستيفن جاي غولد إلى جذب الانتباه إلى تصليب الاصطناع الحديث، وهو اتجاه ظهر في الخسمينات إذ أخذت التكيفية أفضلية على جمعية الآليات التي كانت شائعة في الثلاثينات والأربعينات.
اعتبر سيمبسون التطور الكمي أهم إنجازاته إذ اعتبره «ربما يكون أهم نتائج أبحاثي ولكنه أيضا الأكثر إثارة للجدل والفرضيات».